# The Torment of Tantalus (Stargate SG-1)
The Torment of Tantalus (El Suplicio de Tántalo en Latinoamérica, El Tormento de Tántalo de España) es el decimoprimer episodio de la primera temporada de la serie de televisión de ciencia ficción Stargate SG-1.

## Trama
Daniel mirando viejas filmaciones sobre el Proyecto Stargate, encuentra un filme de 1945 que muestra a un hombre con un viejo traje submarino cruzando el portal, cerrándose este unos minutos después.
Según un informe, el hombre era Ernest Littlefield, (Que se pensaba había muerto en un accidente el año en que viajó). Creen que él debe estar varado y cuando Carter encuentra la dirección al planeta, el SG-1 es enviado a traerlo de vuelta.
Ernest se iba a casar con Catherine Langford en 1945. Ella al enterarse de que él podía estar vivo, gracias a Daniel, insiste en ir también. 
Carter menciona que la dirección no estaba en la lista hallada en Abydos, lo cual es una prueba directa, de que los Goa'uld no son los constructores del Stargate.
El SG-1 con Catherine llegan a algo parecido a un castillo, en un risco, bajo un clima tormentoso. Allí encuentran al Dr. Littlefield, viejo y desnutrido, pero vivo. Al intentar irse el equipo, descubren que el DHD está roto. Mientras que Carter trabaja en una solución, Catherine y Ernest se hablan después de décadas sin verse. Jackson también habla con Ernest, quien ha guardado un diario todos estos años. Él los lleva un cuarto especial en donde ahí un dispositivo central. Al activarlo aparece un holograma que muestra los átomos de varios elementos. En las paredes había cuatro tipos de escritura, por lo que Daniel y Ernest creen que esto es un cierto lugar de reunión para cuatro grandes razas alienígenas (unas naciones unidas de las estrellas). Piensan que los átomos son una clase de lengua universal, ya que son comunes para todos. Daniel obsesionado, continúa el trabajo de Ernest en su diario. 
En tanto, el intento por activar el Portal usando la energía del DHD no funciona, y además un derrumbe hace que el dispositivo de marcado caiga al océano. El equipo está a punto de rendirse, cuando en eso se oyen como los rayos caen y O'Neill le pregunta a Carter si puede hacer lo mismo que Benjamín Franklin. Si logran canalizar la energía de un rayo podrán marcar manualmente y activar el portal el tiempo suficiente. En ese momento, una tormenta los alcanza y es tan fuerte que derrumbará el castillo. Daniel no quiere irse aún, pero Ernest logra persuadirlo. La información recolectada podría contener el significado mismo de la existencia de los seres humanos ("el significado de la materia y de la vida"), tomaría más de una vida estudiarla toda, Ernest es la evidencia de esto. Aunque se tardan, logran escapar por el Stargate antes de que todo se derrumbe. Ya todos sanos y salvos en el SGC, intentan marcar nuevamente la dirección a “Heliopolis”, pero no lo logran. La puerta debe estar ahora sepultada. Sin embargo, Ernest le recuerda a Daniel que aun conserva sus notas de todos esos años en el planeta, y que además puede que algún día incluso encuentre a los alienígenas que construyeron ese lugar y pueda preguntarles que significa todo eso.

## Artistas invitados
- Elizabeth Hoffman como Catherine Langford.
- Keene Curtis como el Dr. Ernest Littlefield.
- Gary Jones como Walter Harriman.
- Duncan Fraser como el profesor Langford.
- Paul McGillion como el joven Ernest Littlefield.